# China Open 2014
China Open 2014 byl společný tenisový turnaj mužského okruhu ATP World Tour a ženského okruhu WTA Tour, hraný v Národním tenisovém centru na otevřených dvorcích s tvrdým povrchem. Konal se mezi 29. zářím až 5. říjnem 2014 v čínské metropoli Pekingu jako 16. ročník mužského a 18. ročník ženského turnaje.
Mužská polovina se řadila do třetí nejvyšší kategorie okruhu ATP World Tour 500 a její dotace činila 2 500 470 dolarů. Ženská část měla rozpočet 5 427 105 dolarů a po Grand Slamu byla součástí druhé nejvyšší úrovně okruhu WTA Premier Mandatory.
Nejvýše nasazenými hráči v soutěžích se staly světové jedničky – singlisté Novak Djoković a Serena Williamsová, italský deblový pár Sara Erraniová a Roberta Vinciová. Výjimku tvořila mužská čtyřhra, kde byli při neúčasti bratří Bryanových turnajovými jedničkami Daniel Nestor s Nenadem Zimonjićem.
Mužskou dvouhru vyhrál popáté Novak Djoković, který tak na China Open prodloužil svou neporazitelnost, když nenašel přemožitele ani ve 24. pekingském zápase v řadě. Od svého prvního startu a triumfu v roce 2009 neodešel z dvorců olympijského centra nikdy poražen. V ženské singlové soutěži zvítězila Ruska Maria Šarapovová, která tak slavila premiérovou trofej z Pekingu. Ta jí zajistila posun na 2. místo žebříčku WTA ve vydání ze 6. října 2014. 

## Distribuce bodů a finančních odměn

### Distribuce bodů
| Soutěž         | vítězové | finalisté | semifinalisté | čtvrtfinalisté | 16 v kole | 32 v kole | 64 v kole | Q  | Q2 | Q1 |
| -------------- | -------- | --------- | ------------- | -------------- | --------- | --------- | --------- | -- | -- | -- |
| dvouhra mužů   | 500      | 300       | 180           | 90             | 45        | 0         |           | 20 | 10 | 0  |
| mužská čtyřhra | 500      | 300       | 180           | 90             | 0         |           |           |    |    |    |
| ženská dvouhra | 1000     | 650       | 390           | 215            | 120       | 65        | 10        | 30 | 20 | 2  |
| ženská čtyřhra | 1000     | 650       | 390           | 215            | 120       | 10        |           |    |    |    |

### Finanční odměny
| Soutěž         | vítězové | finalisté | semifinalisté | čtvrtfinalisté | 16 v kole | 32 v kole | 64 v kole |  |
| -------------- | -------- | --------- | ------------- | -------------- | --------- | --------- | --------- |  |
| mužská dvouhra | $604 000 | $272 345  | $129 000      | $62 245        | $31 740   | $17 445   |           |  |
| mužská čtyřhra | $178 450 | $80 510   | $37 960       | $18 350        | $9 420    |           |           |  |
| ženská dvouhra | $918 000 | $459 633  | $224 260      | $107 750       | $51 850   | $25 100   | $14 410   |  |
| ženská čtyřhra | $311 000 | $155 910  | $69 400       | $32 050        | $14 950   | $6 950    |           |  |

## Dvouhra mužů

### Nasazení
| Stát                          | Hráč            | ATP | Nasazení |
| ----------------------------- | --------------- | --- | -------- |
| Srbsko                        | Novak Djoković  | 1.  | 1.       |
| Španělsko                     | Rafael Nadal    | 2.  | 2.       |
| Česko                         | Tomáš Berdych   | 6.  | 3.       |
| Chorvatsko                    | Marin Čilić     | 9.  | 4.       |
| Bulharsko                     | Grigor Dimitrov | 10. | 5.       |
| Spojené království            | Andy Murray     | 11. | 6.       |
| Lotyšsko                      | Ernests Gulbis  | 13. | 7.       |
| Spojené státy                 | John Isner      | 15. | 8.       |
| Žebříček ATP k 29. září 2014. |                 |     |          |

### Jiné formy účasti
Následující hráčí obdrželi divokou kartu do hlavní soutěže:
- Paj Jen
- Feliciano López
- Andy Murray[2]
- Viktor Troicki

Následující hráči postoupili z kvalifikace:
- Teimuraz Gabašvili
- Peter Gojowczyk
- Martin Kližan
- Michail Kukuškin

### Odhlášení
před zahájením turnaje
- Lu Jan-sun (paralelní účast na Asijských hrách 2014)
- Dmitrij Tursunov

v průběhu turnaje
- Ernests Gulbis
- Filip Krajinović (nevolnost)

## Mužská čtyřhra

### Nasazení
| Stát                                                                    | Hráč             | Stát      | Hráč              | ATP | Nasazení |
| ----------------------------------------------------------------------- | ---------------- | --------- | ----------------- | --- | -------- |
| Kanada                                                                  | Daniel Nestor    | Srbsko    | Nenad Zimonjić    | 7.  | 1.       |
| Rakousko                                                                | Alexander Peya   | Brazílie  | Bruno Soares      | 10. | 2.       |
| Španělsko                                                               | David Marrero    | Španělsko | Fernando Verdasco | 26. | 3.       |
| Francie                                                                 | Julien Benneteau | Kanada    | Vasek Pospisil    | 29. | 4.       |
| Žebříček ATP k 22. září 2014; číslo je součtem umístění obou členů páru |                  |           |                   |     |          |

### Jiné formy účasti
Následující páry obdržely divokou kartu do hlavní soutěže:
- Novak Djoković /  Filip Krajinović
- Liou S'-jü /  Ning Jü-čching

Následující páry postoupily z kvalifikace:
- Johan Brunström /  Nicholas Monroe
  -  Teimuraz Gabašvili /  Michail Kukuškin – jako šťatní poražení

### Odhlášení
před zahájením turnaje
- Fernando Verdasco (soukromé důvody)

## Ženská dvouhra

### Nasazení
| Stát                          | Hráčka                | WTA | Nasazení |
| ----------------------------- | --------------------- | --- | -------- |
| Spojené státy                 | Serena Williamsová    | 1.  | 1.       |
| Rumunsko                      | Simona Halepová       | 2.  | 2.       |
| Česko                         | Petra Kvitová         | 3.  | 3.       |
| Rusko                         | Maria Šarapovová      | 4.  | 4.       |
| Polsko                        | Agnieszka Radwańská   | 6.  | 5.       |
| Dánsko                        | Caroline Wozniacká    | 7.  | 6.       |
| Německo                       | Angelique Kerberová   | 8.  | 7.       |
| Kanada                        | Eugenie Bouchardová   | 9.  | 8.       |
| Srbsko                        | Ana Ivanovićová       | 10. | 9.       |
| Srbsko                        | Jelena Jankovićová    | 11. | 10.      |
| Itálie                        | Sara Erraniová        | 12. | 11.      |
| Rusko                         | Jekatěrina Makarovová | 14. | 12.      |
| Česko                         | Lucie Šafářová        | 15. | 13.      |
| Itálie                        | Flavia Pennettaová    | 16. | 14.      |
| Německo                       | Andrea Petkovicová    | 17. | 15.      |
| Spojené státy                 | Venus Williamsová     | 18. | 16.      |
| Žebříček WTA k 22. září 2014. |                       |     |          |

### Jiné formy účasti
Následující hráčky obdržely divokou kartu do hlavní soutěže:
- Maria Kirilenková
- Francesca Schiavoneová
- Sü Š'-lin
- Čang Kchaj-lin
- Ču Lin

Následující hráčky postoupily z kvalifikace:
- Mona Barthelová
- Belinda Bencicová
- Polona Hercogová
- Bethanie Matteková-Sandsová
- Monica Niculescuová
- Cvetana Pironkovová
- Sílvia Solerová Espinosová
- Sü I-fan

### Odhlášení
před zahájením turnaje
- Viktoria Azarenková (poranění nohy)
- Dominika Cibulková
- Li Na (ukončení kariéry)
- Sloane Stephensová
- Věra Zvonarevová

v průběhu turnaje
- Simona Halepová (poranění kyčle)
- Serena Williamsová (poranění kolena)
- Venus Williamsová (viróza)

### Skrečování
- Daniela Hantuchová (poranění levého kolena)
- Anastasija Pavljučenkovová (závrať)

## Ženská čtyřhra

### Nasazení
| Stát                                                                    | Hráčka                  | Stát          | Hráčka                    | WTA | Nasazení |
| ----------------------------------------------------------------------- | ----------------------- | ------------- | ------------------------- | --- | -------- |
| Itálie                                                                  | Sara Erraniová          | Itálie        | Roberta Vinciová          | 2.  | 1.       |
| Zimbabwe                                                                | Cara Blacková           | Indie         | Sania Mirzaová            | 10. | 2.       |
| Česko                                                                   | Květa Peschkeová        | Slovinsko     | Katarina Srebotniková     | 19. | 3.       |
| Spojené státy                                                           | Raquel Kopsová-Jonesová | Spojené státy | Abigail Spearsová         | 22. | 4.       |
| Česko                                                                   | Andrea Hlaváčková       | Čína          | Pcheng Šuaj               | 25. | 5.       |
| Rusko                                                                   | Alla Kudrjavcevová      | Austrálie     | Anastasia Rodionovová     | 32. | 6.       |
| Španělsko                                                               | Garbiñe Muguruzaová     | Španělsko     | Carla Suárezová Navarrová | 34. | 7.       |
| Švýcarsko                                                               | Martina Hingisová       | Itálie        | Flavia Pennettaová        | 38. | 8.       |
| Žebříček WTA k 22. září 2014; číslo je součtem umístění obou členů páru |                         |               |                           |     |          |

### Jiné formy účasti
Následující páry obdržely divokou kartu do hlavní soutěže:
- Simona Halepová /  Ioana Raluca Olaruová
- Chan Sin-jün /  Čang Kchaj-lin
- Bethanie Matteková-Sandsová /  Čeng Saj-saj

Následující pár nastoupil do soutěže z pozice náhradníka:
- Mona Barthelová /  Mandy Minellaová

### Odhlášení
před zahájením turnaje
- Daniela Hantuchová (poranění levého kolena)

v průběhu turnaje
- Casey Dellacquová (poranění dolní končetiny)
- Simona Halepová (poranění kyčle)

## Přehled finále

### Mužská dvouhra
- Novak Djoković vs.  Tomáš Berdych, 6–0, 6–2

### Ženská dvouhra
- Maria Šarapovová vs.  Petra Kvitová, 6–4, 2–6, 6–3

### Mužská čtyřhra
- Jean-Julien Rojer /  Horia Tecău vs.  Julien Benneteau /  Vasek Pospisil, 6–7, 7–5, [10–5]

### Ženská čtyřhra
- Andrea Hlaváčková /  Pcheng Šuaj vs.  Cara Blacková /  Sania Mirzaová, 6–4, 6–4

## Turnajová galerie

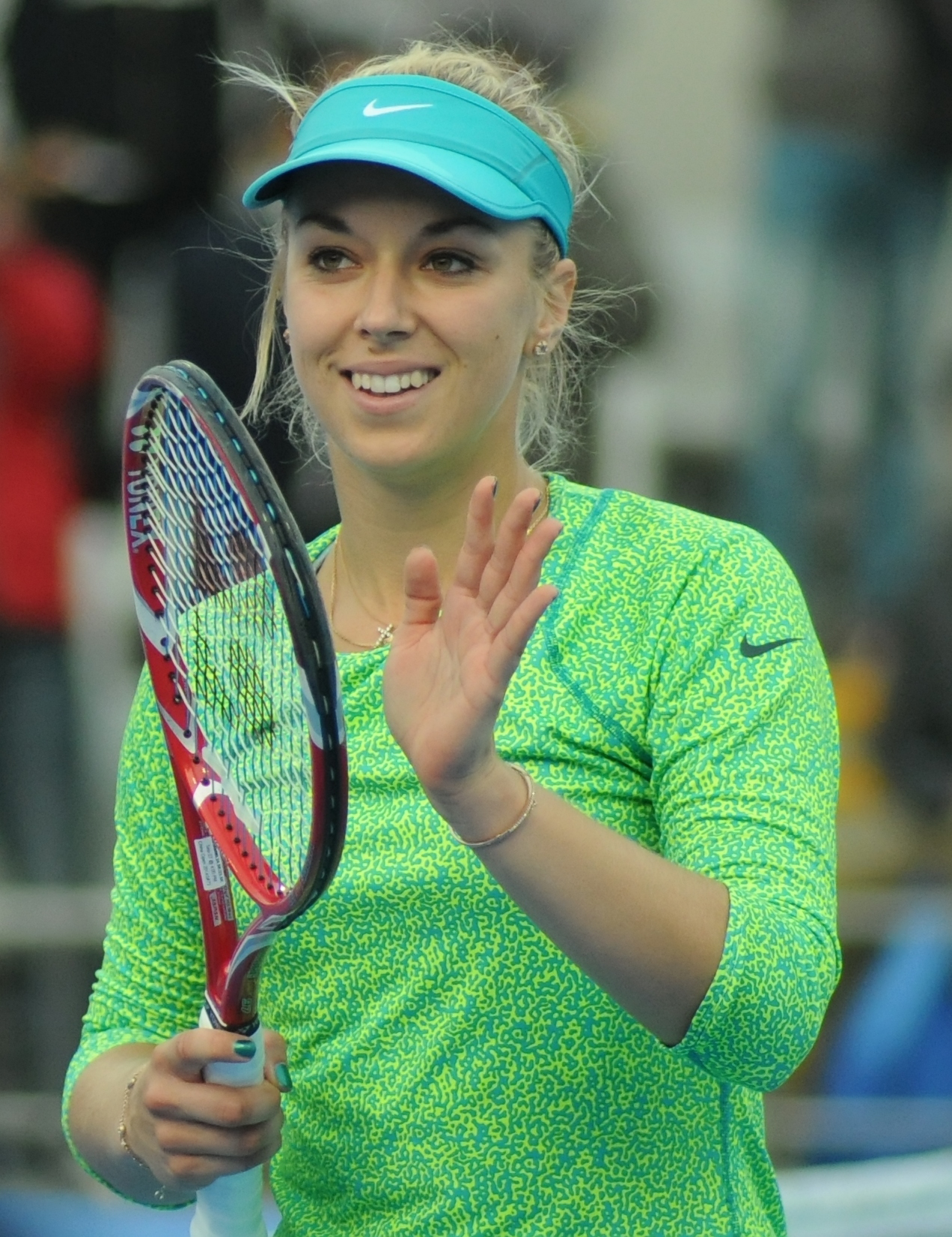
Sabine Lisická
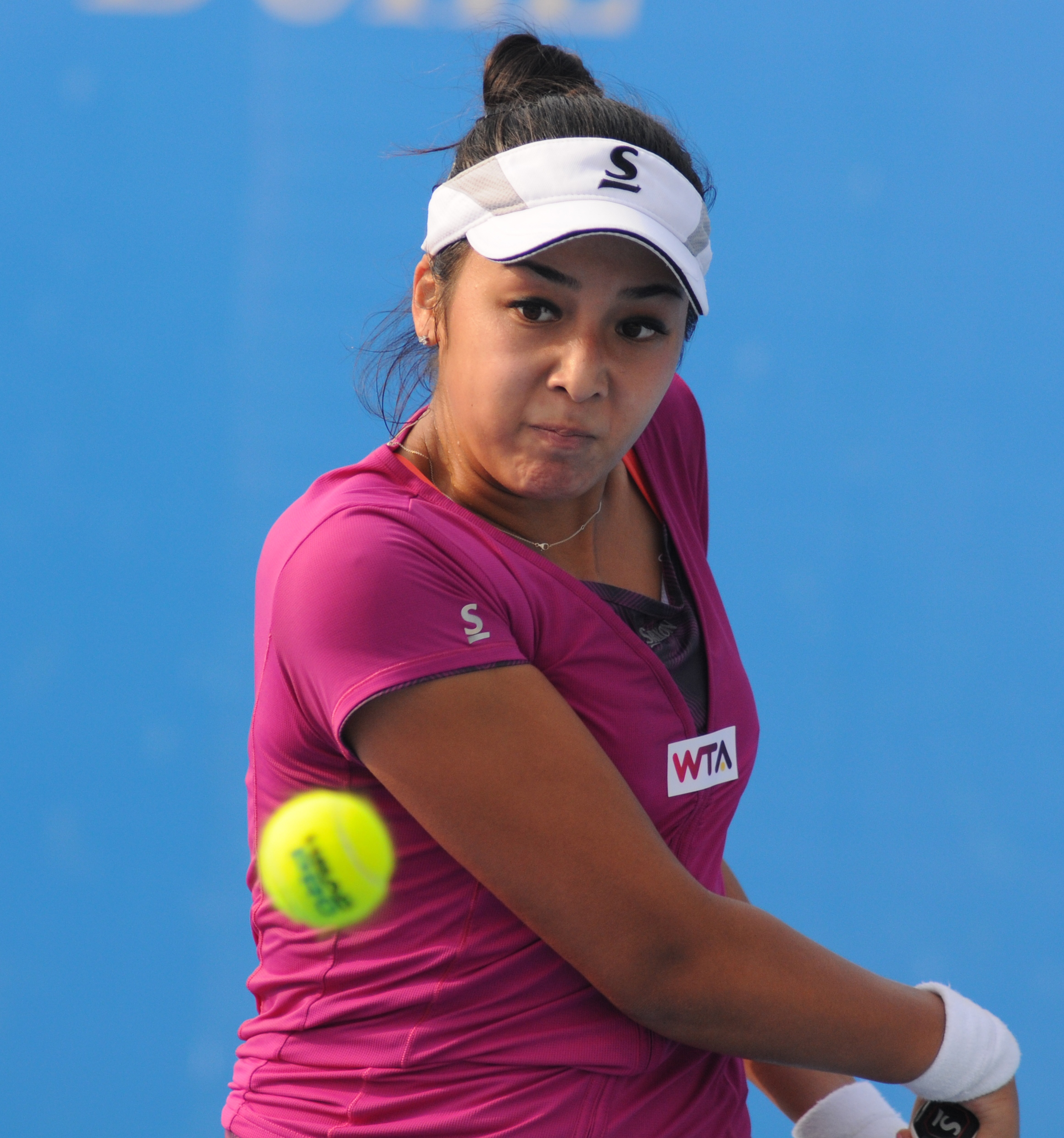
Zarina Dijasová
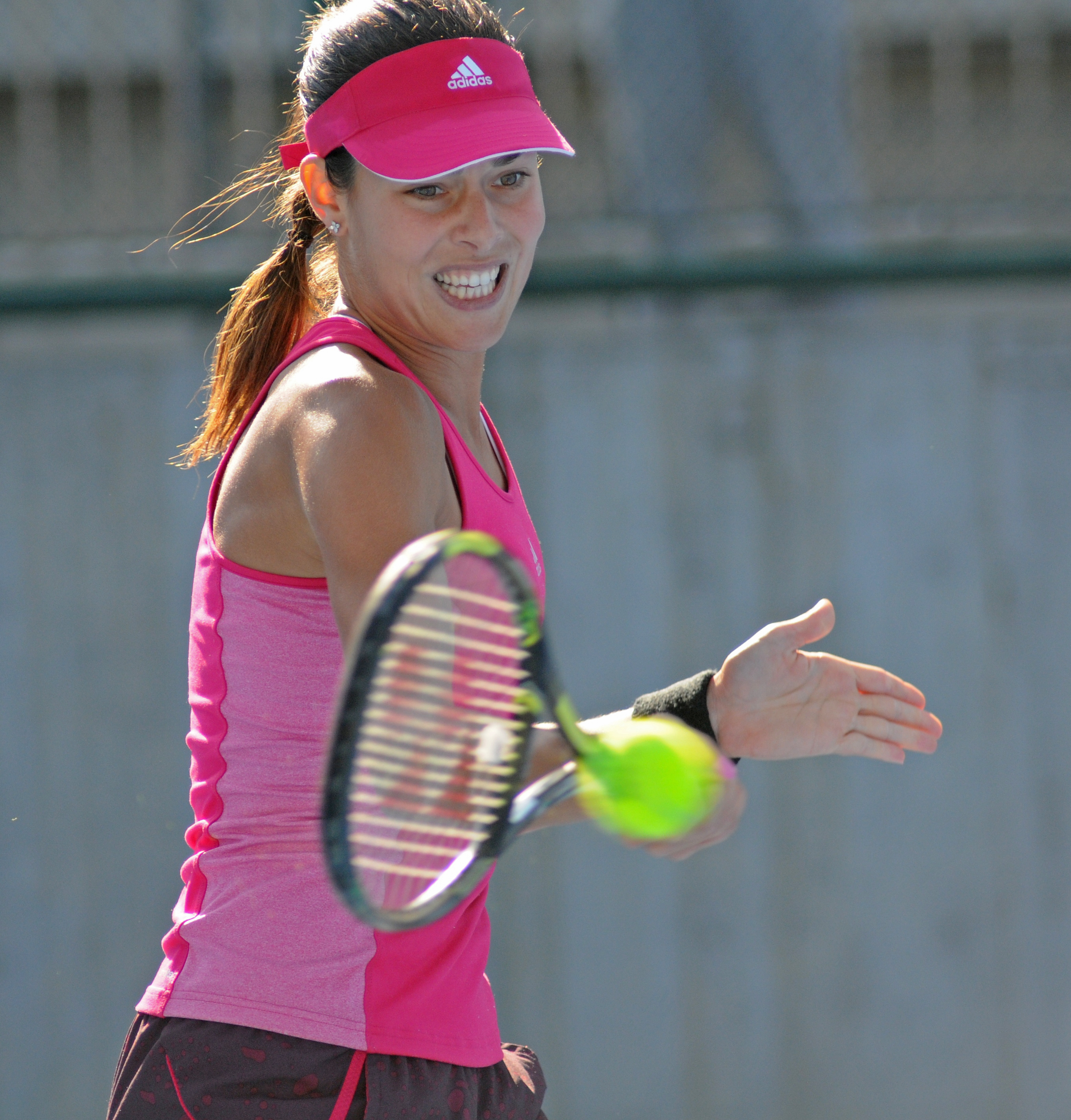
Ana Ivanovićová
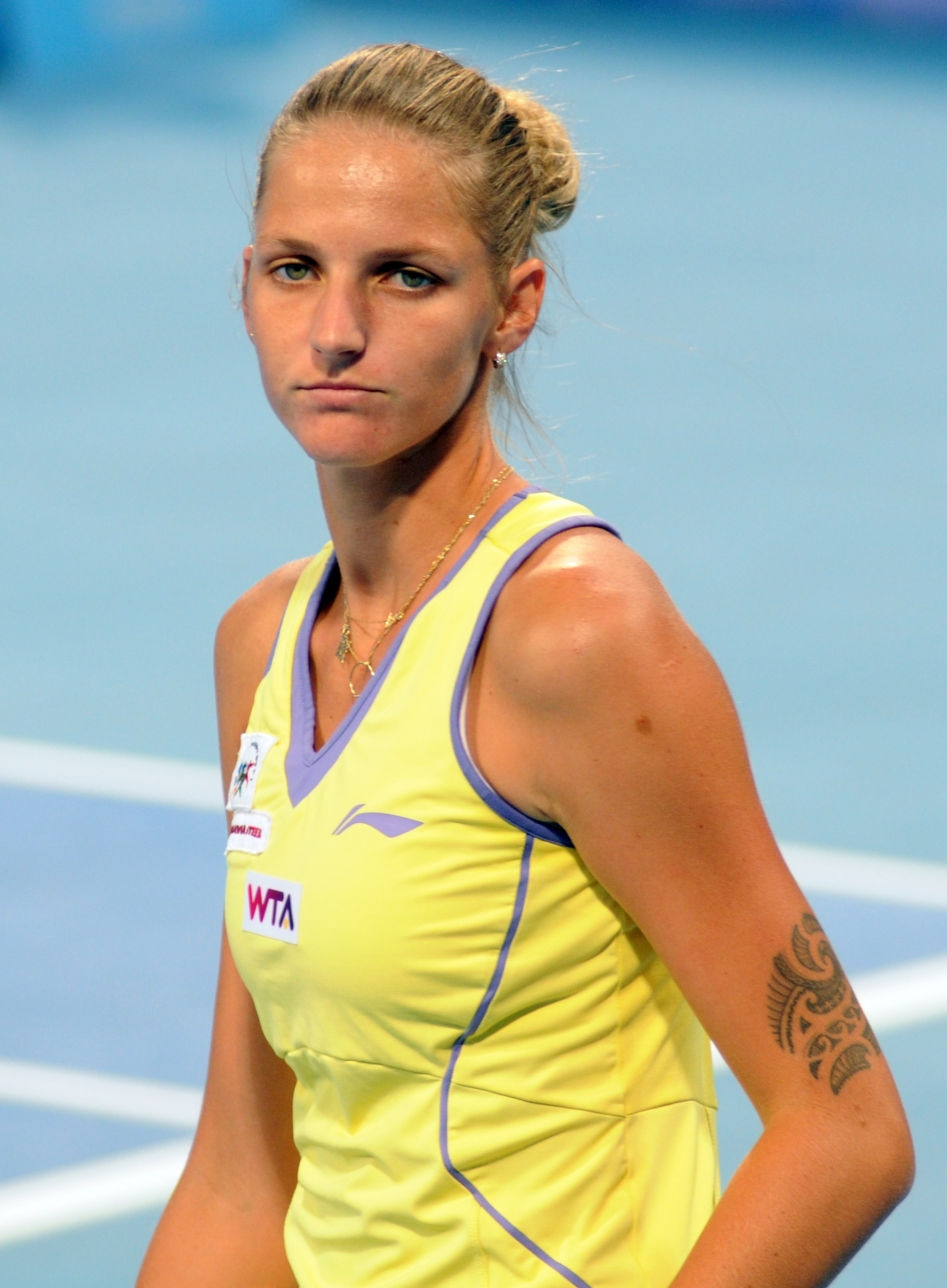
Karolína Plíšková
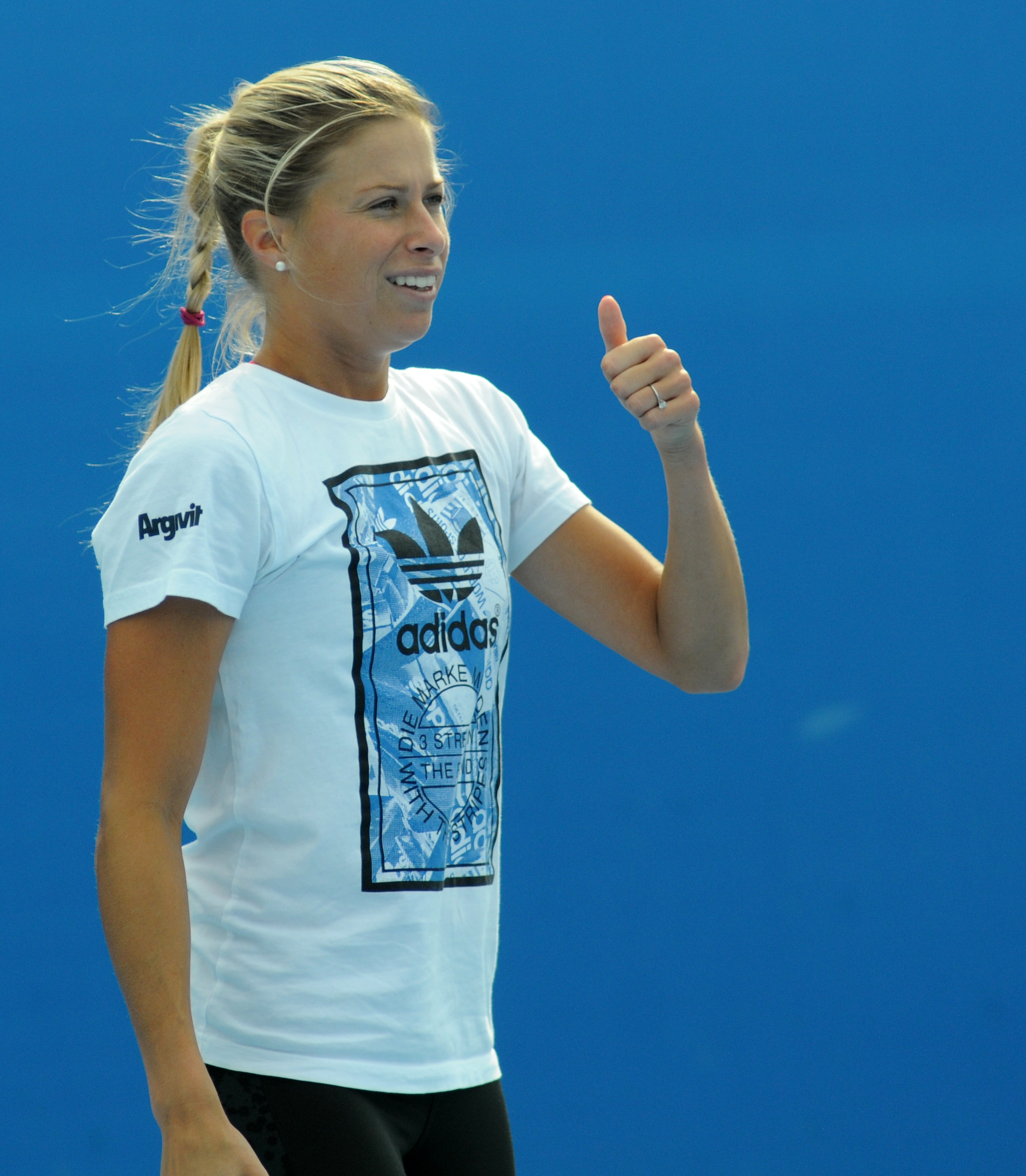
Andrea Hlaváčková
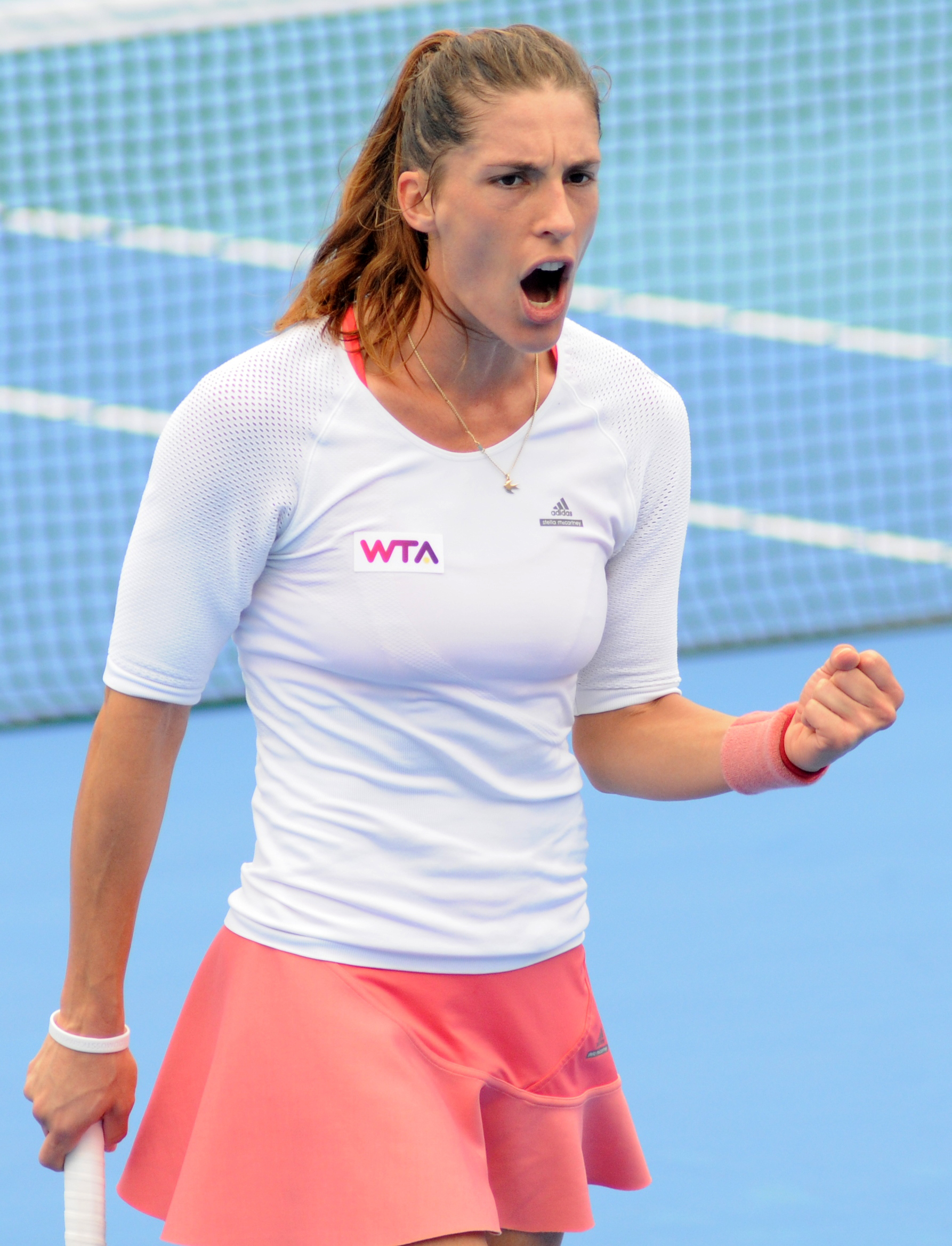
Andrea Petkovicová
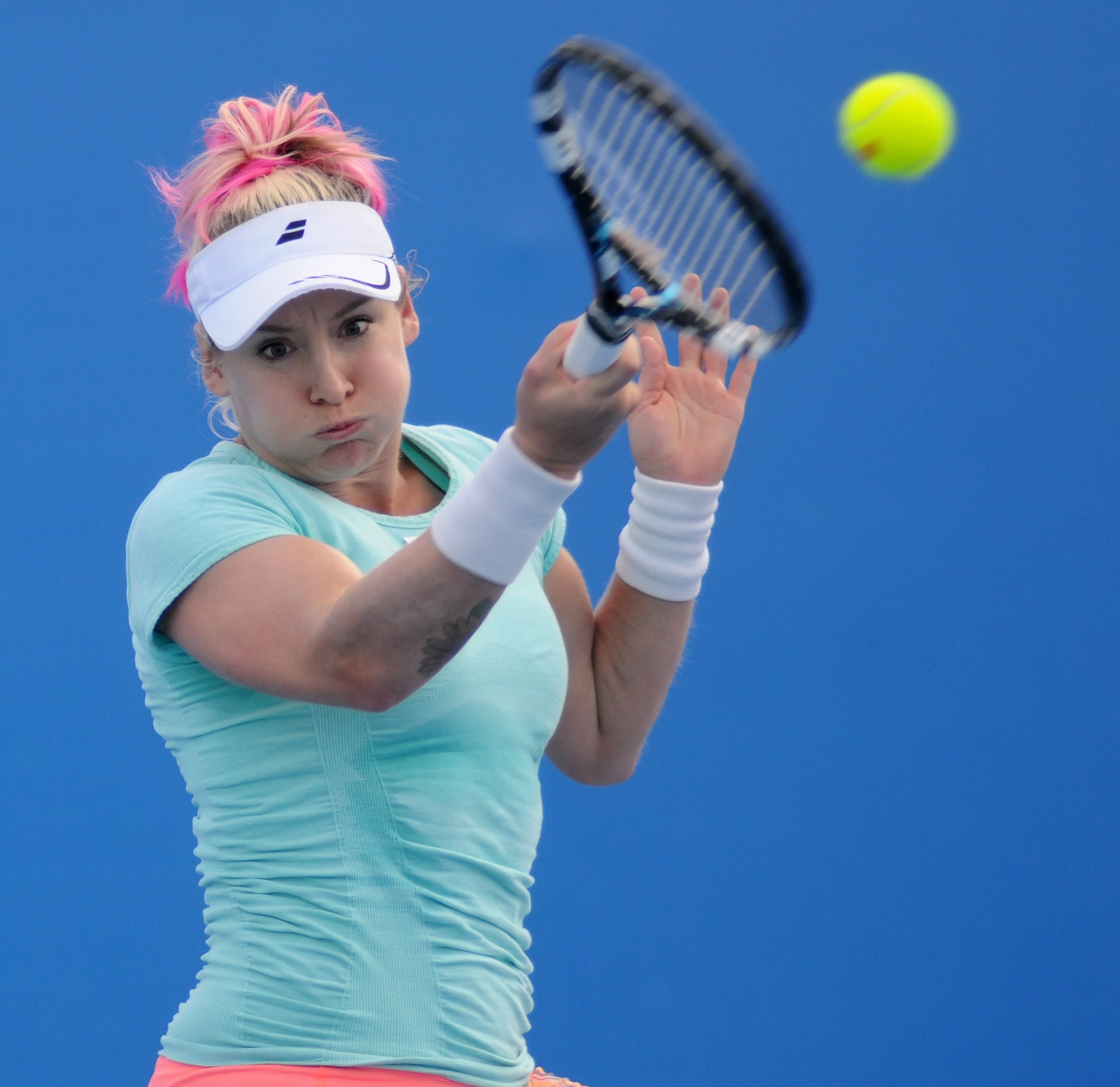
Bethanie Matteková-Sandsová
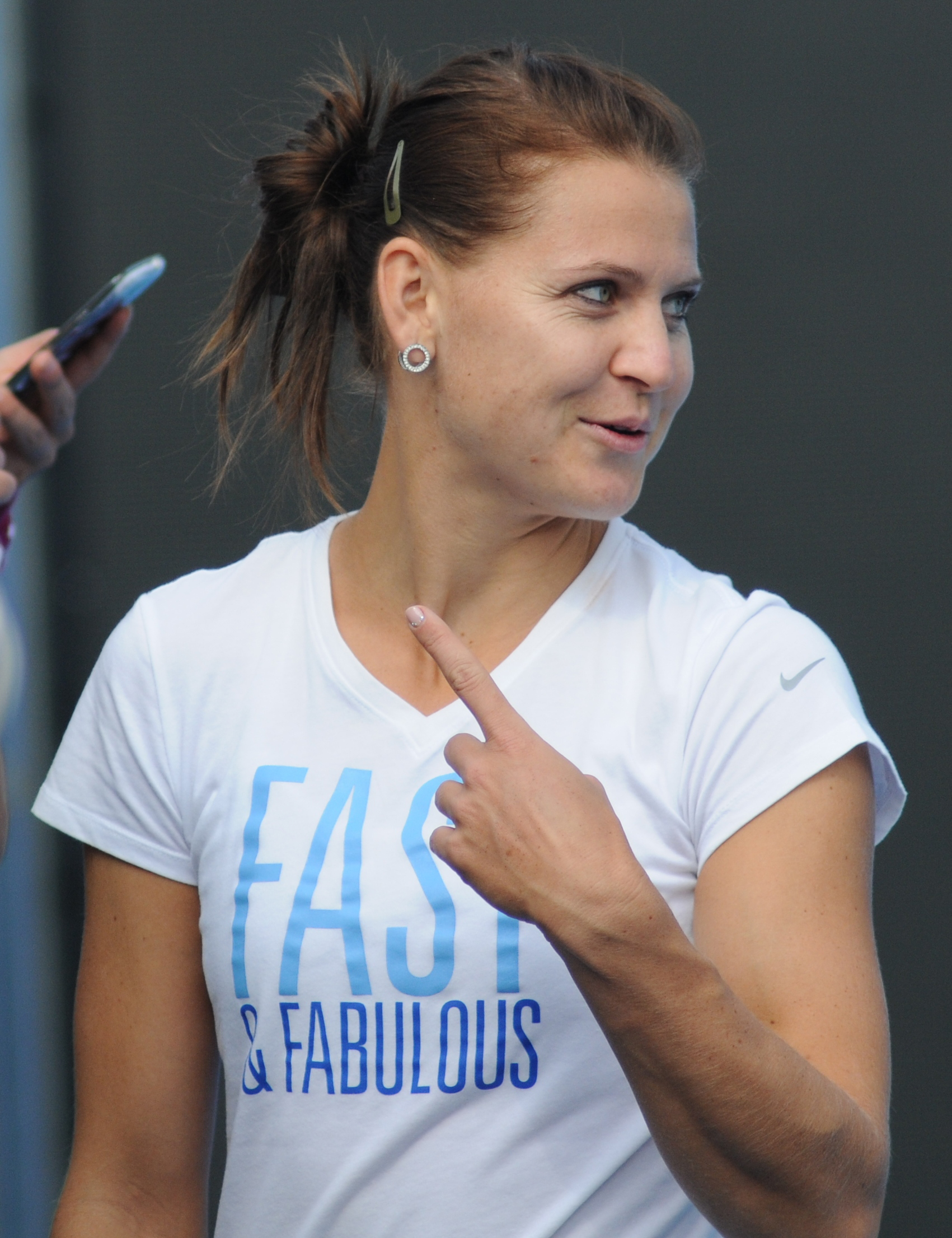
Lucie Šafářová